# Venus y Cupido (Artemisia Gentileschi)
Venus y Cupido (Venus dormida) es una pintura de Artemisia Gentileschi, de hacia 1626, en el Museo de Bellas Artes de Virginia. Venus y Cupido es una representación de una Venus dormida, que se acuesta sobre un cubrecama azul y una rica almohada carmesí y con borlas de oro. No lleva ropa, excepto una fina tira de lino transparente alrededor de su muslo. Su hijo Cupido la abanica con plumas de pavo real ricamente coloreadas mientras ella se duerme. Cupido la está mirando con una expresión adorada y arrebatada. En el fondo, hay una ventana por la que se ve un paisaje nocturno a la luz de la luna donde se encuentra un templo a la diosa. La cara de Venus tiene las mejillas llenas, los párpados pesados, la nariz prominente y la barbilla pequeña y prominente, todas las características de la cara de Gentileschi. Los movimientos del cuerpo son naturales: la mano de Venus descansa ligeramente sobre su costado, sus piernas están suavemente unidas. La obra combina el realismo y el clasicismo a través de su iconografía y el estilo de la artista.

## Influencias
El estilo artístico de Artemisia Gentileschi estuvo fuertemente influenciado por su padre Orazio Gentileschi. Artemisia trabajó en el taller de su padre, aprendiendo de él. Ignorando las convenciones de la época, Orazio envió a su hija a estudiar con su amigo Agostino Tassi. Tassi, sin embargo, atacó sexualmente a Gentileschi durante su tutela. Aunque ella lo denunció y Tassi fue declarado culpable y exiliado, la reputación de Gentileschi se vio afectada negativamente. Su violación tuvo un gran efecto en su carrera y estilo artístico. Muchos de sus primeros trabajos, como Judit decapitando a Holofernes, reflejan su ira hacia Tassi y sus acciones. Algunos eruditos han hecho notar que sus obras a menudo han sido interpretadas en relación con su violación y la denuncia a Tassi. Además, tanto Artemisa como su padre eran seguidores de Caravaggio, y los contrastes de oscuridad y luz que caracterizan a Caravaggio y sus seguidores son evidentes en ambas pinturas.
La pintura fue probablemente encargada por un patrón importante y rico; Gentileschi pintó las zonas azules de la pintura con dos capas de lapislázuli, un material costoso para que los artistas lo obtuvieran. Es posible que un segundo artista recibiera el encargo de pintar el paisaje en la parte superior izquierda de la pintura.
La pintura formaba parte de la Fundación Barbera Piasecka, Princeton, Nueva Jersey. Fue adquirida por la Fundación Adolph D. y Wilkins C. Williams, quienes la donaron al museo.